# انسجام صامت
الانسجام الصامت حالة لفظية حاصلة من مماثلة حرف صامت بصامت آخر.

## أمثلة

### عربية
| بلا انسجام | باتسجام |
| ---------- | ------- |
| زوج        | جوج     |
| سفرجل      | شفرجل   |
| زنجلان     | جنجلان  |